# 江崎史子
江崎 史子（えさき ふみこ、1971年9月27日 - ）は、長野県松本市出身の日本の女子柔道選手。身長155cm。現役時代は48kg級の選手だった。

## 経歴
小学校4年の時に父親の影響を受けて、近所の松島道場で柔道を始めた。同期には泉香澄がいた。信州大学教育学部附属松本中学校中学2年の時全日本女子柔道体重別選手権大会52kg級決勝で山口香に敗れるが2位となった。翌年には階級を1つ下げて48kg級に出場して優勝を成し遂げ、世界選手権では決勝でイギリスのカレン・ブリッグスに敗れたものの、中学3年生ながら2位となった。八千代松陰高等学校進学後の世界選手権では決勝で中国の李忠雲に敗れて再び2位に終わった。1988年のオリンピック(公開競技)でも李に有効で敗れて2位にとどまった。1989年の体重別決勝では52kg級から階級を下げてきた山口に一本勝ちして、山口はこれを契機に現役を退くこととなった。続く世界選手権決勝ではブリッグスにまたも敗れて2位に終わった。翌年、筑波大学に進学後の体重別では、準決勝で田村亮子に横四方固で一本勝ちするなどして5連覇を達成した。さらにアジア大会では決勝で中国の李愛月を判定(3-0)で破り優勝を果たした。しかし、1991年の体重別決勝では前年の福岡国際で彗星の如く国際大会デビューを飾った田村亮子に判定(3-0)で敗れて世界代表になれず。続く福岡国際では、準決勝で世界チャンピオンであるフランスのセシル・ノバックを判定(2-1)で破るも、決勝では田村相手に優勢に試合を進めながら終了間際に強引な内股で効果を取られて敗れ、肩を負傷した。1992年の体重別では準決勝で長井淳子に有効を取られて敗れた。大学卒業後はそごう所属になったものの以前のような活躍は見られなかった。引退後は株式会社サンリに所属していたこともあった。

## 主な戦績
- 1985年　- 全日本女子柔道体重別選手権大会　2位
- 1986年-1990年　- 全日本女子柔道体重別選手権大会　5連覇
- 1986年　- 世界柔道選手権　2位
- 1987年　- 世界柔道選手権　2位
- 1987年　- 福岡国際　優勝
- 1988年　- オリンピック　2位
- 1989年　- 世界柔道選手権　2位
- 1990年　- アジア大会　優勝
- 1991年　- 全日本女子柔道体重別選手権大会　2位
- 1992年　- 全日本女子柔道体重別選手権大会　3位
- 1994年　- 実業柔道選手権　3位
- 1995年　- 実業柔道選手権　3位

(出典、JudoInside.com)。